# 接应二传
接应二传（英文：technique/right side hitter/weak side hitter），简称接应，是排球五大球员位置之一。
通常接应在常见的5-1阵形中只会有一个，与二传打对角。接应原本的主要用处是当二传手无法二传时（要么一传传到离他太远的地方，要么他被迫参与一传）担任二传任务，所以一个接应必须具备良好的二传技能。但是，在现代排球战术中，接应已经发展成为一个队的主要进攻点，尤其在男排是第一进攻点。通常接应在前排站在二传手的右边，扣二传手的背传球。在战术组合上，接应与副攻的配合很多，比如说“前交叉”（在二传身前，三号位扣球）“后交叉”（在二传身后，二号位扣球）。
在男子排球比赛中，多数接应二传并不参与接一传，即不参与接发球。当其轮转到后排，二传到前排时，在一号位的后排进攻往往成为各队主要的得分点。并且，以巴西为代表的各欧美女子排球队也多采用了这一战术。接应二传往往成为一支球队的最主要得分手，例如巴西女排核心舒娜，俄罗斯女排主要进攻点嘉莫娃等都司职接应二传。而以中国，日本为代表的亚洲女子排球队的接应二传多以跑动进攻为主，例如中国女排的周苏红。